# Степанок, Даниил Тимофеевич
Даниил Тимофеевич Степанок (род. 16 декабря 1902 — 18 октября 1979) — организатор сельскохозяйственного производства в Украинской ССР, депутат Верховного Совета СССР 1—3 созывов. Член ЦК КП(б)У в 1938—1954 годах.

## Биография
Родился 16 декабря 1902 года в селе Ивановка Романково-Балковской волости Ананьевского уезда Херсонской губернии (ныне — Первомайский район Николаевской области) в крестьянской семье.
Трудовую деятельность начал конюхом в местной артели, а затем в колхозе «Память Ленина». В 1929 году окончил школу ликбеза, затем — летнюю зоотехническую школу.
С 1932 года стал членом ВКП(б).
Работал бригадиром полеводческой бригады, в 1935 году собрал по 32 ц с гектара на площади в 55 га. В 1936 году избран председателем колхоза имени 13-летия Октября (село Длинная Пристань). Участник Всесоюзного совещания передовиков сельского хозяйства (1936).
С 1938 года — директор Каменномостовской МТС Первомайского района. С началом Великой Отечественной войны эвакуировался на восток СССР, где занимал руководящие должности. После освобождения Первомайщины в марте 1944 года вернулся в Каменный Мост, до 1958 года вновь возглавлял МТС.
Трижды (в 1937, 1946, 1950 годах) избирался депутатом Верховного Совета СССР. Делегат XIV—XVII съездов КП(б), избирался членом ЦК КП(б)У.
Последние годы жизни жил в Одессе. Умер 18 октября 1979 года.

## Награды
Награждён двумя орденами Ленина (30.12.1935, 1958) и медалями.